# EBS Kids
EBS Kids è un canale televisivo via cavo sudcoreano, proprietà di divisione della Korea Educational Broadcasting System. È stato lanciato il 1º gennaio 2018, il canale è rivolto ai bambini dai 3 ai 12 anni.